# Caeneressa melas
Caeneressa melas là một loài bướm đêm thuộc phân họ Arctiinae, họ Erebidae.